# Kumoch-Kliff
Das Kumoch-Kliff (polnisch Filar Kumocha) ist ein blankes und 300 m hohes Felsenkliff auf King George Island im Archipel der Südlichen Shetlandinseln. Am Ufer des Mackellar Inlet ragt es inmitten des Domeyko-Gletschers im zentralen Teil des Three Musketeers Hill auf.
Polnische Wissenschaftler benannten es 1980 nach dem Meteorologen Lechosław A. Kumoch, einem Teilnehmer an zwei polnischen Antarktisexpeditionen (1977 bis 1978 und 1978 bis 1979).